# Chlorops rubricollis
Chlorops rubricollis är en tvåvingeart som beskrevs av Becker 1911. Chlorops rubricollis ingår i släktet Chlorops och familjen fritflugor.
Artens utbredningsområde är Taiwan. Inga underarter finns listade i Catalogue of Life.